# Mare Dibaba
Mare Dibaba Hurrsa (20 de octubre de 1989) es una corredora de fondo etíope. Fue campeona mundial de maratón, al ganar el Campeonato Mundial de Atletismo de 2015 en Beijing. La prensa deportiva señaló que no tiene parentesco con su compatriota Tirunesh Dibaba.

## Carrera
Su carrera deportiva inicia con su participación en un campeonato de 20 km, alcanzando el sexto lugar representando a la policía de Oromia. Su debut internacional fue en la media maratón de Udine con un tiempo de 1:10:32, obteniendo el segundo lugar detrás de Anikó Kálovics. Su siguiente carrera fue en noviembre de ese año en la media maratón de Nueva Delhi, finalizando en el octavo puesto con un tiempo de 1:10:28 .
En el 2009 representó a Azerbaiyán, con el nombre de Mare Ibrahimova. Cuando no fue convocada para los European Athletics Junior Championships, volvió a competir por su país natal . Durante ese año mejoró sus registro en la media maratón de Delhi con un tiempo de 1:08:45 y el sexto lugar.
Ya con su nacionalidad original, compitió en la media maratón de Ras Al Khaimah logrando el segundo lugar, detrás de Elvan Abeylegesse. Con un registro de 1:03:47 en 20 km, obtuvo el récord femenino de 2010 y con otro de 1:07:13 el segundo mejor tiempo del año de media maratón . Debutó en maratón completa en el mes de marzo en la maratón de Roma con 2:25:38. Ganó la media maratón de Rabat en abril y en agosto ganó la carrera Crim 10-Miler y la media maratón de News and Sentinel. A pesar de tener opciones para quedarse con la maratón de Fráncfort, sólo obtuvo el quinto lugar con un tiempo de 2:25:27.
Obtuvo el tercer lugar en la media maratón de Ras Al Khaimah en febrero de 2011. En marzo llegó como favorita a la Maratón de Los Ángeles,  siendo vencida por Bezunesh Deba y Amy Hastings, quedándose con el tercer lugar con una marca de 2:30:25. En abril ganó la media maratón de Yangzhou Jianzhen con una ventaja de medio minuto y en agosto terminó segunda en la Media Maratón de Bogotá. Aunque no logró clasificar a un mundial de equipos, fue seleccionada para representar a Etiopía en los Juegos Panafricanos de 2011, ganando la medalla de oro con un récord de 1:10:47 Su mejor marca la logró en octubre durante la Toronto Waterfront Marathon con 2:23:25. Le siguió un sexto puesto en la media maratón de Delhi.
En 2012 en la maratón de Dubái logró el tercer puesto en 2:19:52, siendo la etíope más rápida detrás de Aselefech Mergia. Como resultado, fue seleccionada para el equipo de maratón en los Juego Olímpicos de Londres, pero llegó en la posición 23 con un tiempo de 2:28:48. Su última carrera del año fue la maratón de Filadelfia, llegando en segundo lugar.
En 2014,  gana la Maratón de Chicago con un crono de 2:25:37 horas.  El anuncio de su victoria fue el 30 de enero de 2015, cuando la ganadora Rita Jeptoo fue suspendida al dar positivo para eritropoyetina en septiembre del 2014, el cual dejó como no válida su participación en la maratón.
En 2015 ganó la maratón en el Campeonato Mundial de Atletismo de 2015 en Beijing.